# Sven Gerike
Sven Gerike (* 5. Januar 1977 in Berlin) ist ein Eishockeytrainer und ehemaliger deutscher Eishockeyspieler.

## Karriere
Bei der U18-Europameisterschaft 1995 in Berlin spielte Gerike für Deutschland. In 5 Spielen, mit 2 Toren und 2 Assist, hatte er seinen Anteil am größten Erfolg einer deutschen Nachwuchsnationalmannschaft. Sie gewann die Silbermedaille.
Gerikes Karriere im professionellen Eishockey begann 1995 bei den Eisbären Berlin in der Deutschen Eishockey Liga. In der Hauptstadt hatte er auch den Nachwuchs durchlaufen und kam so zu ersten Einsätzen während der Saison 1995/96. Der gelernte Center kam in 27 Spielen jedoch zu lediglich drei Scorerpunkten und wechselte daher eine Liga tiefer zum EC in Hannover. Dort gelang ihm mit 25 Punkten bei 40 Einsätzen der Durchbruch. In den Folgejahren war seine Karriere geprägt von vielen Wechseln, wobei diese nicht durch schlechte Leistung, sondern vorrangig durch fehlende Finanzmittel der Vereine zustande kamen.
1997 spielte Gerike bei der Junioren-A-Weltmeisterschaft für Deutschland, wurde in den Folgejahren für die Nationalmannschaft jedoch nicht mehr berücksichtigt.
Der Sprung zurück in die höchste deutsche Spielklasse blieb ihm verwehrt. Bei den Eisbären Regensburg beziehungsweise später beim EV Regensburg, wo er ab 2003 aktiv war, fand Gerike allerdings seine neue sportliche und private Heimat. 2005 erhielt er von der Fachzeitschrift Eishockey News die Auszeichnung als bester Defensivstürmer der 2. Bundesliga.
Nach der Insolvenz der EVR Eisbären Betriebs GmbH war er maßgeblich am Wiederaufbau des Eishockeysports in Regensburg beteiligt. So agierte er dort als Nachwuchstrainer der Schülermannschaft, Spieler und Sportlicher Leiter. Zwischen 2008 und 2011 war er zudem als Spielertrainer der ersten Mannschaft tätig. Unter seiner Leitung stiegen die Senioren des EV Regensburg von der 5. Liga in die 4. und direkt im folgenden Jahr in die 3. Liga (Oberliga) auf. Darüber hinaus hatte er als verantwortlicher Nachwuchstrainer großen Anteil am Aufstieg des Regensburger Nachwuchseishockeys in die höchsten Ligen und zwei deutschen Meisterschaften im Nachwuchs des EVR.
Am 12. August 2010 erklärte Gerike zwar sein Karriereende als Eishockeyspieler. Am 18. November desselben Jahres trat er jedoch wieder als Spieler beim EV Regensburg an, weil die Mannschaft nicht die vom Verein gewünschte sportliche Leistung zeigte. Nach der Saison 2011/12 wurde Gerike aufgrund unüberbrückbarer Gegensätze entlassen.
Ab 2012 war er beim EC Red Bull Salzburg als Nachwuchstrainer und Scout beschäftigt. In seinem ersten Jahr gewann er mit der U15-Mannschaft die österreichische Meisterschaft. Bis 2014 war er Headcoach der U16 des EC Red Bull Salzburg.
Seit August 2015 ist er Headcoach der Icefighters Leipzig.
Seit Januar 2024 ist Sven Gerike Geschäftsführer beim DEL2 Club Selber Wölfe.

## Karrierestatistik
(Legende zur Spielerstatistik: Sp oder GP = absolvierte Spiele; T oder G = erzielte Tore; V oder A = erzielte Assists; Pkt oder Pts = erzielte Scorerpunkte; SM oder PIM = erhaltene Strafminuten; +/− = Plus/Minus-Bilanz; PP = erzielte Überzahltore; SH = erzielte Unterzahltore; GW = erzielte Siegtore; 1 Play-downs/Relegation; Kursiv: Statistik nicht vollständig)